# 張鯤
張鯤（1492年—？），字子魚，號南溟，徽府儀衛司官籍河南開封府太康縣人，明朝政治人物。

## 生平
正德十一年（1516年）丙子科河南鄉試第五十五名舉人，十二年（1517年）中式丁丑科會試第一百九十三名，二甲第六十二名進士。都察院觀政，授吏部主事，升員外郎，出為湖廣布政使司參議，升湖廣按察司副使，嘉靖九年（1530年）正月改任四川按察司副使，升湖廣布政使司參政，十一年（1532年）六月改任山東按察司副使，十三年（1534年）六月升江西按察使，十五年（1536年）七月升山西右布政使，十七年（1538年）正月考察以不謹閑住。

## 家族
曾祖張榮，百戶；祖父張海，百戶；父張祥，典仗。母劉氏。具慶下。兄張鵬（典仗），弟張鸞。